# Pseudochermes fraxini
Pseudochermes fraxini är en insektsart som först beskrevs av Johann Heinrich Kaltenbach 1860.  Pseudochermes fraxini ingår i släktet Pseudochermes och familjen filtsköldlöss. Arten är reproducerande i Sverige. Inga underarter finns listade i Catalogue of Life.